# Hangangjin (métro de Séoul)
Hangangjin est une station de la ligne 6 du métro de Séoul. Elle est située dans l'arrondissement de Yongsan-gu, à Séoul en Corée du Sud.